# 深溝村
深溝村（ふこうずむら）は、かつて愛知県額田郡にあった村である。
現在の額田郡幸田町の南部（深溝・芦谷・荻）に該当する。

## 歴史
- 1889年（明治22年）10月1日 - 深溝村、芦谷村、荻村が合併し、深溝村が発足。
- 1906年（明治39年）5月1日 - 坂崎村、相見村と合併し、広田村が発足。同日深溝村は廃止。

## 教育
- 深溝尋常高等小学校（現・幸田町立深溝小学校）
- 荻谷尋常小学校（現・幸田町立荻谷小学校）